# اورنج اسپانیا
اورنج اسپانیا (انگلیسی: Orange España) شرکت مخابرات اسپانیایی است، که در سال ۲۰۰۶ تأسیس شد.